# Воробьиные
Воробьи́ные (лат. Passeridae) — семейство небольших оседлых, реже кочевых, птиц из отряда воробьинообразных. Представители семейства имеют короткие ноги, многие передвигаются по земле прыжками.

## Филогенетическое положение
Иногда воробьиных объединяют с другими группами с образованием новых семейств и таксонов более высокого ранга либо разбивают семейство на подсемейства. Ранее воробьёв сближали с вьюрками на основании внешнего сходства, затем была доказана их близость к ткачикам.
До недавнего времени воробьиные считались лишь одним из подсемейств ткачиковых, сейчас большинство систематиков признают за группой ранг самостоятельного семейства.
В молекулярной систематике семейство Passeridae трактуется наиболее широко: в него включены, помимо воробьёв, все ткачиковые, вдовушки, астрильды, а также завирушки, трясогузки и коньки, при этом семейство включает 386 видов. По молекулярным данным, воробьи отделились от ткачиковых не позже 35 млн лет назад, в миоцене. В узком понимании в семействе насчитывают 3—8 родов с 33—38 и даже более видами.

## Общая характеристика

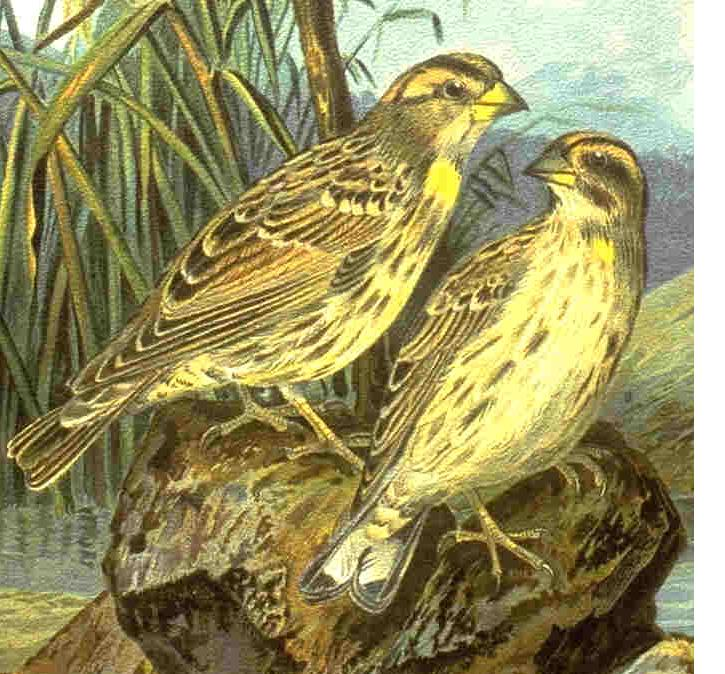
Самец и самка каменного воробья (Petronia petronia)

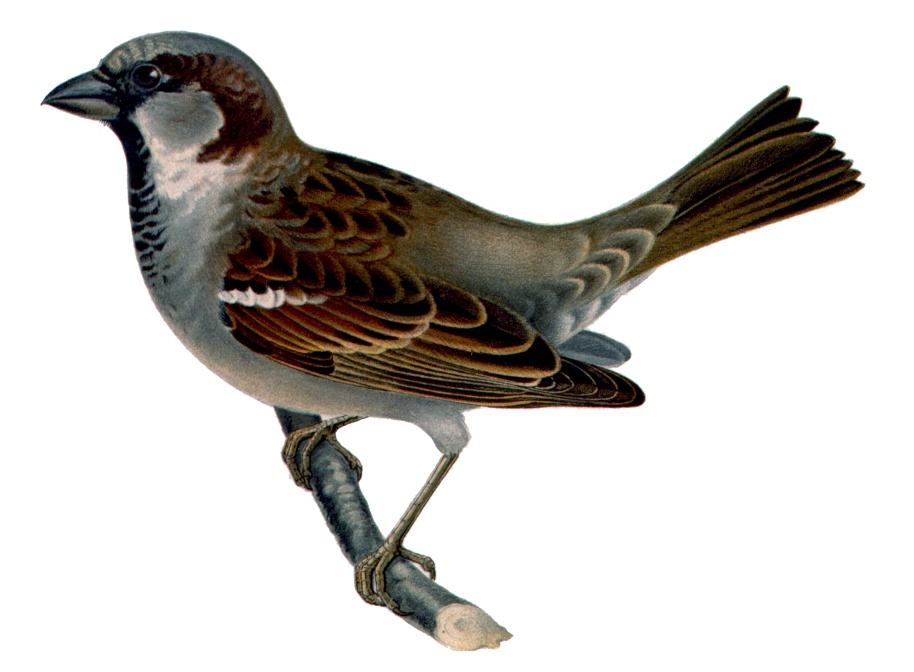
Домовый воробей (Passer domesticus) — наиболее типичный вид, давший название всему семейству и отряду

Воробьиные очень сходны с ткачиковыми и многими вьюрковыми по внешнему виду, размерам, рациону, особенностям биологии и поведения, отличаясь, однако, особенностями строения подъязычного аппарата и рогового нёба.
Отличаются от вьюрковых также тем, что молодые птицы сменяют полностью маховые и рулевые перья в первую же осень после вывода. Имеются формы, экологически и морфологически переходные между ткачиками и воробьями.
Воробьиные, как правило, являются социальными птицами, многие виды которых размножаются в больших колониях, а большинство видов в период размножения объединяются в стаи.
Естественный ареал охватывает всю Африку и бо́льшую часть Евразии. Укрываются в зарослях деревьев, кустарников, тростников и т. д. Многие виды обычно живут в сельскохозяйственных районах, а для некоторых видов населённые пункты являются основной средой обитания.

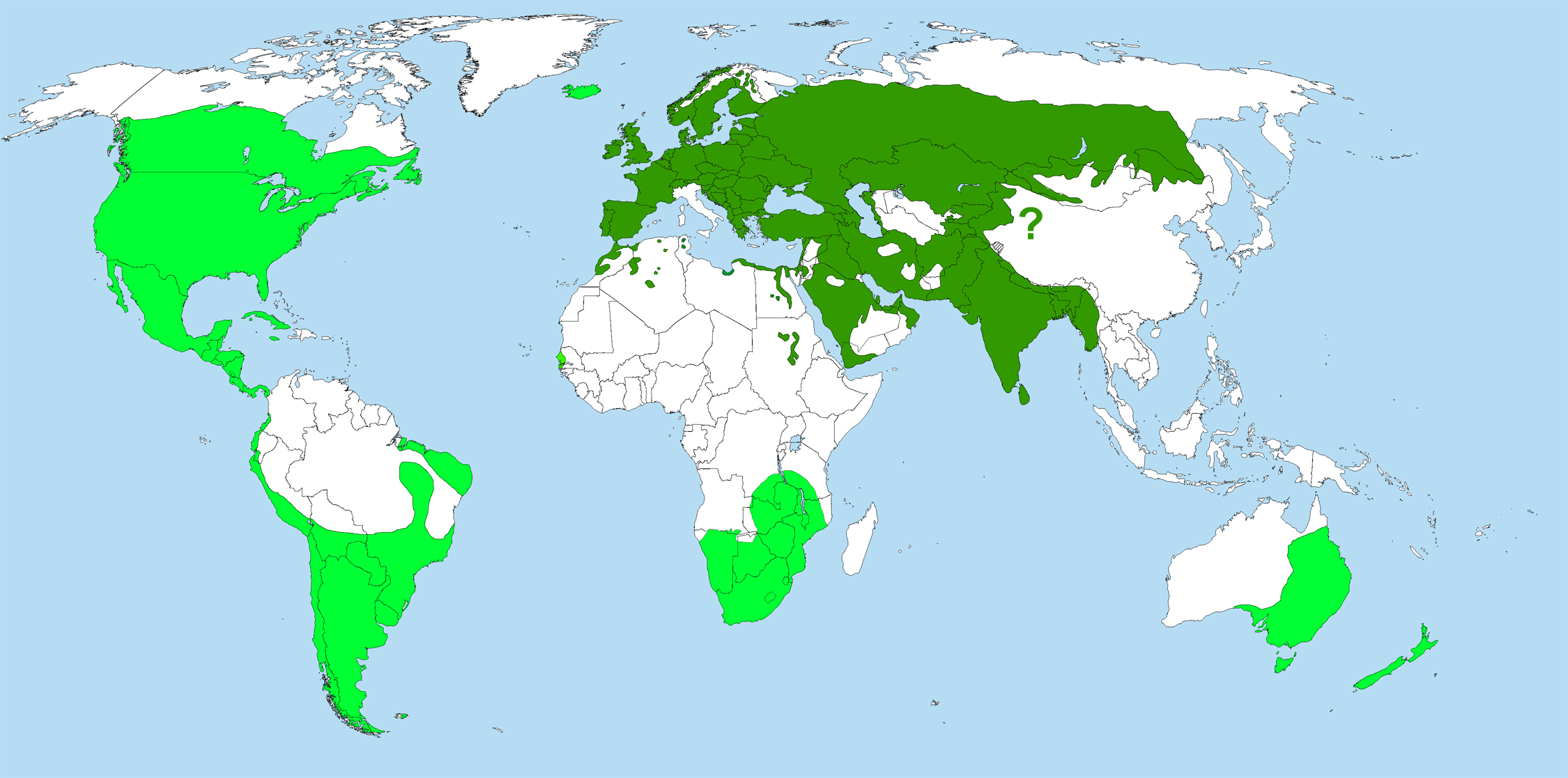
Ареал обитания домового воробья. Темно-зелёный — естественный, светло-зелёный — расширенный

## Внешний вид

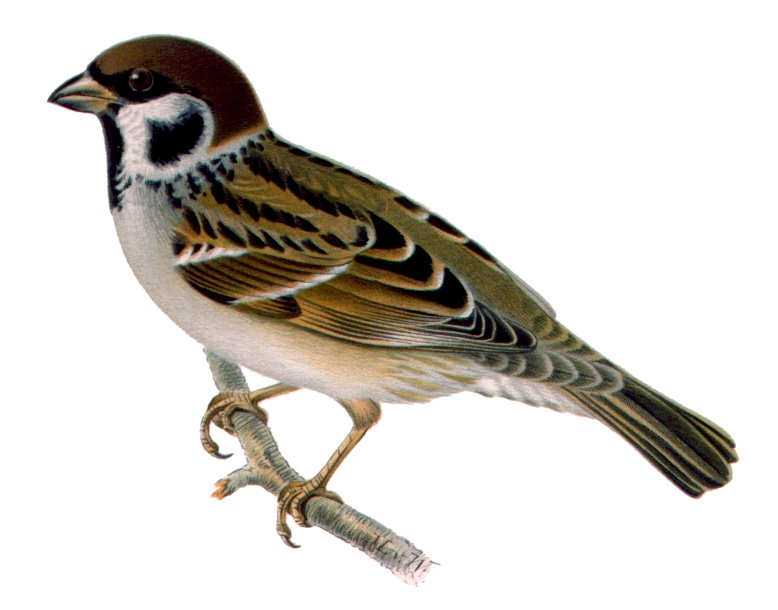
Близкий к домовому воробью полевой воробей (Passer montanus)

Мелкие и средние по величине птицы плотного сложения с мощным конусовидным клювом, приспособленным для шелушения и дробления семян. Для воробьиных характерен эгитогнатизм — тип строения черепа, при котором нёбные отростки челюстных костей, разрастаясь и частью покрывая передний конец сошника снизу, не срастаются ни между собой, ни с последним.
Длина тела 10—20 см, масса до 40 г.
Крылья острые, хвост средней длины, обычно закруглён или обрезан прямо, реже вырезан вилочкой.
Окраска менее пёстрая, чем у ткачиков и астрильдов, в расцветке сочетаются серые, буроватые, белые, чёрные, каштановые или рыжие тона.

## Размножение
У большинства видов бывает не менее двух кладок за сезон, у некоторых — до 5.
Насиживание и инкубация яиц длятся 11—14 дней. Птенцы вылупляются голыми или слабо опушёнными. Выкармливание выводка в гнезде продолжается 14—17 дней.

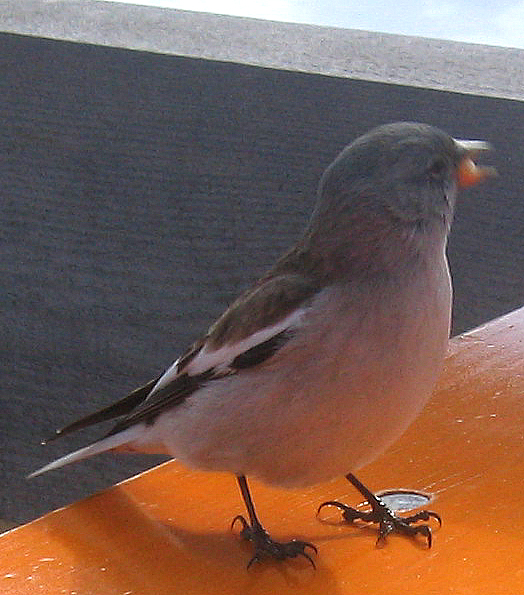
Снежный вьюрок (Montifringilla nivalis), как и другие воробьиные, живёт рядом с человеком

## Люди и воробьиные
Характерная черта воробьёв — склонность к синантропизации (приспособлению к обитанию рядом с человеком), в результате которой воробьи стали постоянными спутниками людей.
Отношение к воробьям у человека варьирует от весьма позитивного до негативного. Широко известна кампания по уничтожению воробьёв как якобы вредителей сельского хозяйства, проведённая в Китае в 1950-е годы.

## Классификация
К воробьиным относят 8 родов:
- Carpospiza J. W. von Müller, 1854 — 1 вид
- Gymnoris Blyth, 1845 — 4 вида
- Hypocryptadius Hartert, EJO, 1903 — 1 вид
- Montifringilla Brehm, 1828 — Снежные вьюрки — 3 вида
- Onychostruthus Richmond, 1917 — 1 вид
- Passer Brisson, 1760 — Настоящие воробьи — 28 видов
- Petronia Kaup, 1829 — Каменные воробьи — 1 вид
- Pyrgilauda Bonaparte, 1850 — 4 вида

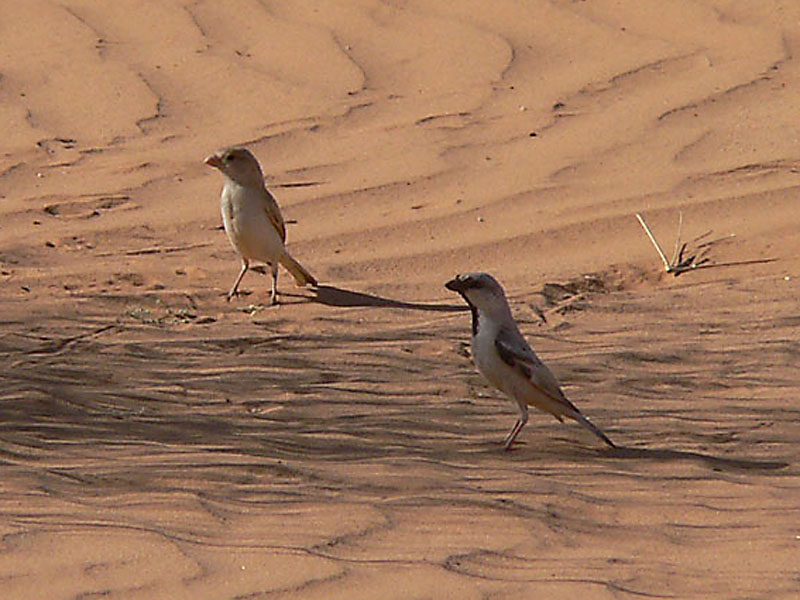
Обитатель пустынь — пустынный воробей (Passer simplex; Беничаб, Мавритания)

Некоторыми авторами предлагается выделять два семейства:
- Настоящие воробьи Passeridae (род Passer: P. domesticus, P. indicus, P. hispaniolensis, P. rutilans, P. ammodendri, P.simplex; род Salicipasser: S. montanus)
- Вьюрковые воробьи Montifringillidae fam. nov. (род Montifringilla: M. nivalis; род Pyrgilauda: P. davidiana, P. theresae; род Petronia: P. petronia; род Carpospiza: C. brachydactyla).

## Генетика
Молекулярная генетика
- Депонированные нуклеотидные последовательности в базе данных EntrezNucleotide, GenBank, NCBI, США: 3338 (по состоянию на 8 февраля 2015).
- Депонированные последовательности белков в базе данных EntrezProtein, GenBank, NCBI, США: 1707 (по состоянию на 8 февраля 2015).

Бо́льшая часть депонированных последовательностей принадлежит домовому воробью (Passer domesticus) — генетически наиболее изученному представителю данного семейства.

## Этимология
Воробей смел, хитёр, назойлив и вороват, в связи с чем широкое распространение получила ошибочная версия «народной этимологии» о происхождении слова «воробей» от словосочетания «вора — бей!». На самом деле в славянских языках известны аналоги этого слова, имеющие один и тот же корень:
- укр. горобець
- бел. верабей
- болг. врабче, врабец
- серб. врабац (так же в сербохорватском)
- чеш. vrabec
- пол. wróbel

Академик Н. М. Шанский, один из авторов «Этимологического словаря русского языка», считает, что слово «воробей» — исконно русское, то есть возникшее непосредственно в русском языке при помощи суффикса -ии (-ей) от той же основы, что и славянские названия этой птицы типа польского «wróbel». Славяне издревле так именовали птицу по её чириканию: звукоподражательная основа в словах «воробей», «воробушек», «воробка» та же, что и в слове «ворковать». Основой этому глаголу, как и глаголу «ворчать», послужило несохранившееся ныне слово «ворк». В Толковом словаре Даля синонимами к слову «воробей» служат:
Воробка, воробьиха ж. воробыш или воробышек, кур. воробойка м.<…> Воробьёнок, воробьёныш м. малый воробышек, воробьиный птенец. (Из «Толкового словаря живого великорусского языка Владимира Даля».)
С образом этой птицы в русском языке связан целый ряд народных игр, пословиц, поговорок, прибауток и идиом:

Игры воробей одна в венчики или фантовая; другая святочная хороводная, в кругу, с песнею; она же воробышек. Повадился вор-воробей в конопельку. Старого воробья (и) на мякине не обманешь. Дело не воробей, не улетит. Слово, что воробей, вылетит, не поймаешь. Фарисейские корабли, что сельские воробьи: скоро гинут. Полна коробочка золотых воробышков? жар в печи. Стрелял в воробья, а попал в журавля. Стреляй из пушки по воробьям. Старому воробью по колени река. Сам с воробья, а сердце с кошку. Андрей-воробей, не летай на реку, не клюй песку, не тупи носку: пригодится носок на овсян колосок. В добру пору воробью ненастье, коли стреха под боком. Шумят, как воробьи на дождь. И воробей на кошку чирикает. Воробьиным сердцем не возьмёшь. За обедом соловей, а после обеда воробей, хмелён. Воробью по колено, журавлю по лодыгу. Воробьи кучатся, кричат в кустах, к ненастью, примета.<…> Воробьиная ночь, осеннее равноденствие. (Из «Толкового словаря живого великорусского языка Владимира Даля».)
Молодых воробьёв с их жёлтым окрасом вокруг клюва в народе называют «желторотиками». В разговорной речи термин «желторотик» может означать молодого, неопытного, наивного человека.

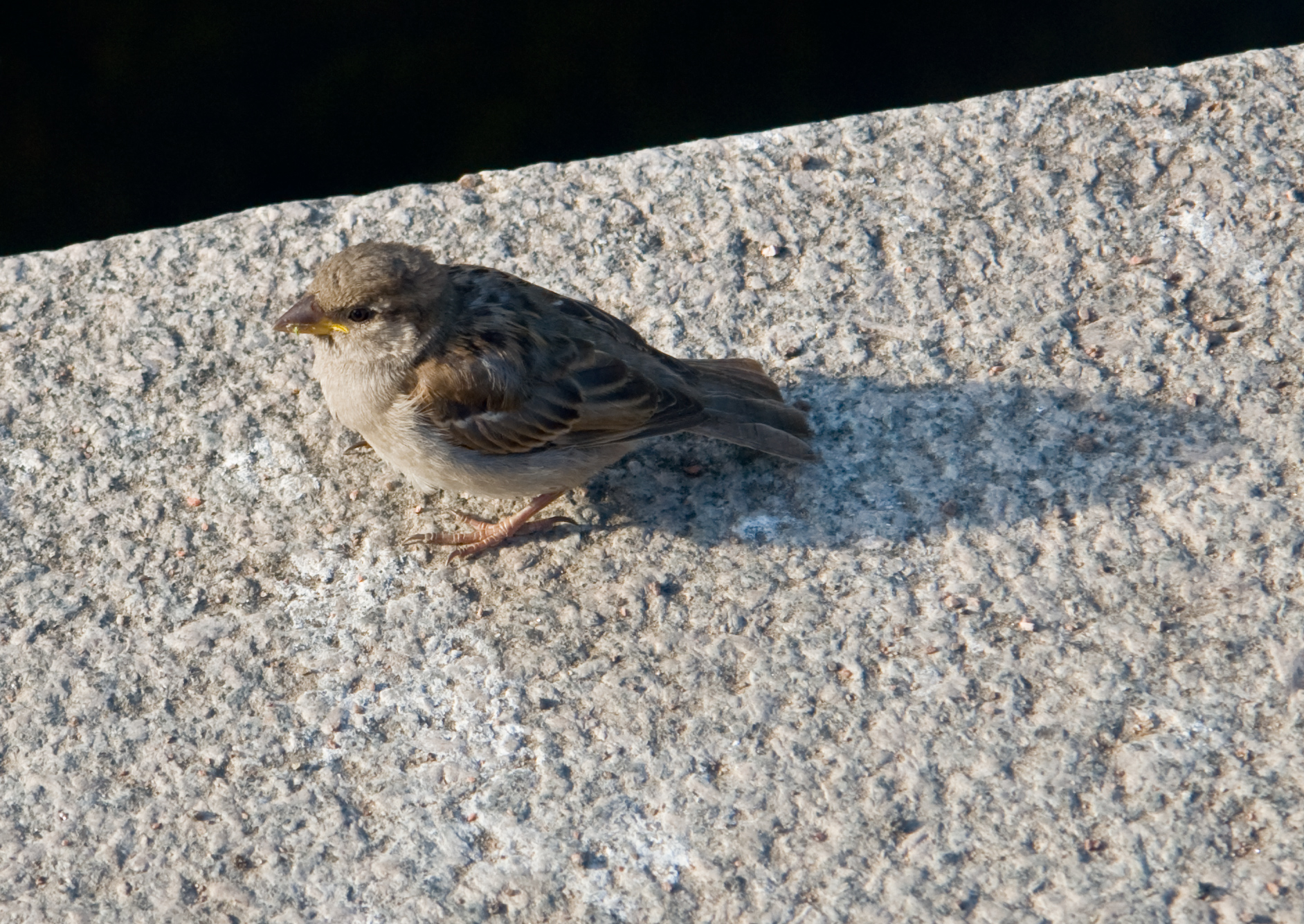
Воробьёныш (молодой воробей по Далю)
Выпавшим из гнезда слёткам нередко даёт приют человек
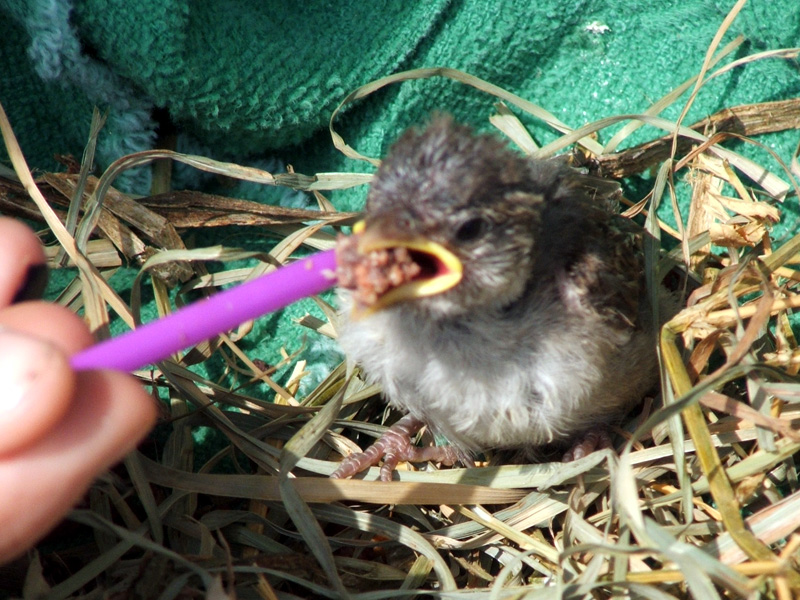
Вскармливание выпавшего из гнезда птенца-желторотика человеком
Слёток в домашних условиях

## Отображение в культуре
В скульптуре

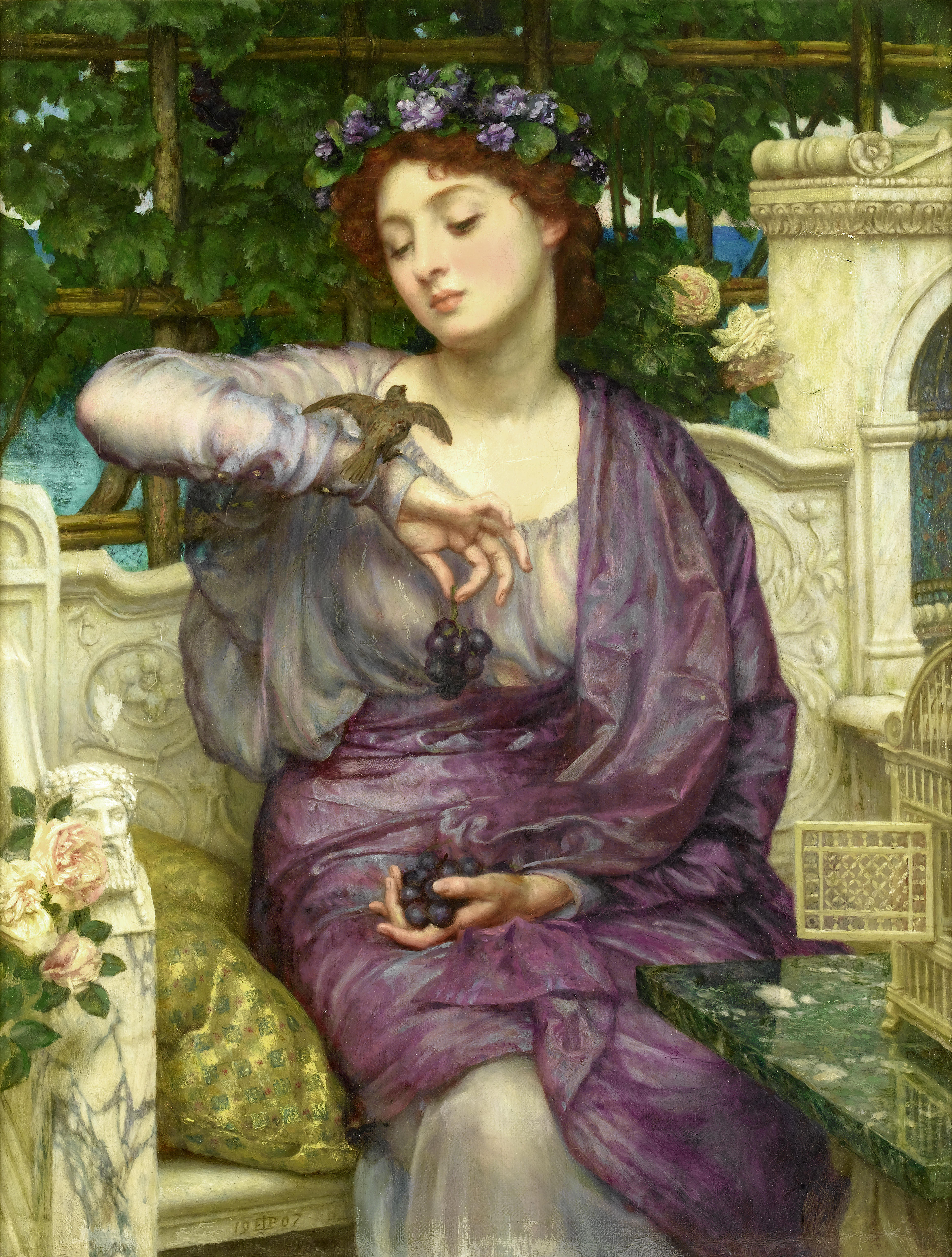
Эдуард Джон Пойнтер. «Лесбия и её воробушек»

- Памятник воробью в городе Барановичи (Белоруссия, 2003).
- Скульптура — воробей в компании с доброй торговкой семечками — у входа на центральный рынок Минска.
- Небольшая каменная лужа с отражающимся в ней небом и стаей воробьёв, «слетевшихся на водопой», в центре города Кемерово в сквере Театра для детей и молодёжи.
- Скульптура воробья — символа города Ульм (Германия) украшает крышу главного собора города.
- Небольшая скульптура — стайка воробушков — в Токио.
- В Сингапуре на берегу реки находится массивная скульптура воробья[15].

В музыке
- «Воробьиная месса» (Die Spatzenmesse) KV 220[англ.] Вольфганга Амадея Моцарта.
- Музыкальный альбом Сергея Курёхина «Воробьиная оратория» (1993), известный также как «Воробьиная оратория: четыре времени года».

В русском фольклоре
Во многих регионах России (Подмосковье, Кубань и др.) сохранились предания о том, почему воробей передвигается скачками, а не ходит, как голуби и вороны. Согласно поверьям, воробей своим чириканьем выдал сокрытого от преследователей Иисуса Христа, затем чирикал, подавая знак, что Христос ещё жив и можно продолжать мучения, а также таскал гвозди, которыми распинали Христа, и в наказание за это Господь связал ему лапки невидимыми путами.